# Mary Ljungquist Hén
Mary Elisabeth Ljungquist Hén, född 12 mars 1958 i Ods församling, Älvsborgs län, är en svensk organist.

## Biografi
Mary Ljungquist Hén föddes 1958 i Ods socken. Hon studerade vid Tingsholmsgymnasiet, där hon tog pianolektioner för Jörgen Sandblom. Ljungquist Hén blev 2008 hovorganist.

## Diskografi
- 2011 – Julmusik på Kungliga Slottet.[3]

## Utmärkelser
- 2010: Hans Majestät Konungens medalj av 8:e storleken i serafimerordens band.[4]